# Pšaveli
Pšaveli (gruzínsky ფშაველი), je městys v gruzínském kraji Kachetie. Leží v nadmořské výšce 460 m, v údolí řeky Stori - levého přítoku Alazani.
Z Pšaveli vychází horská silnice stoupající údolím řeky Stori přes průsmyk Abano do osady Omalo v Thušsku.